# Abel Naranjo Villegas
Abel Naranjo Villegas (Abejorral, 24 de junio de 1910-Bogotá, 17 de febrero de 1992) fue un jurista, intelectual y político colombiano.
Se desempeñó como ministro de educación de Colombia y como embajador en Chile. Asimismo, fue rector de la Universidad Nacional de Colombia y decano de la Facultad de Derecho. Fue magistrado de la Corte Suprema de Justicia.
Fue el padre del magistrado y presidente de la Corte Constitucional de Colombia, Vladimiro Naranjo Mesa.

## Biografía
Nació en Abejorral, pueblo del oriente del Departamento de Antioquia, hijo de Marcial Naranjo Ocampo —quien fuera hermano del sacerdote Abel María Naranjo Ocampo, rector del Seminario de Medellín— un maestro de escuela fallecido en 1927 y de Soledad Villegas Restrepo, matrona piadosa y autora de la obra teatral La pola (sobre Policarpa Salavarrieta). Entre sus nueve hermanos destacan Juan Bautista Naranjo Villegas, sacerdote, conocedor profundo de la lengua latina y educador en Sonsón y en la Universidad Pontificia Bolivariana; Rafael Naranjo Villegas, dueño de la Librería siglo XX en Medellín (década de los cuarenta y en la cual el encargado era Abel Naranjo Villegas) y en Bogotá (desde la década de los cuarenta hasta comienzos de los sesenta); en dicha librería  hizo notable trabajo cultural, no sólo como buen librero, sino como editor de libros de escritores colombianos como Eduardo Zalamea, Bernardo Arias Trujillo, Eduardo Caballero Calderón y Julio Posada, etc. o autores de temas como historia y derecho o del libro de Francisco Socarrás acerca de Laureano Gómez; Juan Bautista fue también Secretario de la Alcaldía de Bogotá de Fernando Mazuera, secretario de la Presidencia de Misael Pastrana Borrero y Cónsul de Colombia en Barcelona; Jesús Naranjo Villegas, connotado abogado de petroleras colombianas, político, ensayista e historiador (autor de la biografía de Monseñor Manuel González Arbeláez); Alfredo Naranjo Villegas, cardiólogo e historiador autor del libro Anotaciones para una historia de la medicina (1992), miembro de la Academia Antioqueña de Historia, de la Academia de Historia de la Medicina de Antioquia, de la Academia de Medicina de Antioquia, de la Academia de Historia Eclesiástica, capítulo Medellín y colaborador del diario El Colombiano durante décadas; y monseñor Javier Naranjo Villegas, Obispo de la ciudad de Santa Marta entre 1971 y 1980. Abel Naranjo Villegas fue casi contemporáneo en su pueblo natal de otros dos influyentes personajes: el economista Esteban Jaramillo y el político Clodomiro Ramírez.
Naranjo estudió su bachillerato en el Liceo de la Universidad de Antioquia. En esa misma institución comenzó sus estudios de Derecho, y en 1936 hizo parte del grupo de estudiantes quienes descontentos con la Facultad de Derecho de la Universidad de Antioquia fundaron la Universidad Pontificia Bolivariana, junto a futuros juristas como José Luis Aramburo y Efrén Ossa. Allí fue discípulo de Cayetano Betancur, uno de los profesores fundadores de esa institución, entonces llamada Universidad Católica Bolivariana. Naranjo se graduó de abogado en 1943.
En el ámbito académico se desempeñó como profesor de la Universidad Nacional, profesor de la Universidad del Rosario y miembro del Consejo Superior de la Universidad de Los Andes, de la que fue uno de sus fundadores. Fue columnista de El Tiempo. y asiduo colaborador del dominical del periódico El Colombiano.
Férreo defensor del Frente Nacional, fue elegido en 1958 como Senador, pero fue llamado a ocupar el puesto de Ministro de Educación durante el gobierno de Alberto Lleras Camargo. Siendo un conservador moderado había sido elegido por Mariano Ospina Pérez como Secretario General de la Presidencia. Se desempeñó como Secretario de Gobierno de Medellín y como delegado de Colombia ante la Unesco en 1959.
En 1956, fue elegido miembro de la Academia Colombiana de la Lengua. Así mismo, fue miembro de la Academia Antioqueña de Historia, de la Academia Colombiana de Historia y de la Academia Colombiana de Jurisprudencia. Fue propietario de la librería Siglo XX, en Medellín. Fue director de la Revista de Indias. Escribió y leyó el discurso para recibir los restos del poeta Porfirio Barba-Jacob cuando regresaron a Colombia. El texto se llama «La parábola del retorno» (texto reproducido en diversas publicaciones del país), y es uno de los más conocidos entre los escritos por este intelectual colombiano.

## Obras escritas
Algunas de las obras escritas por Naranjo fueron:
- Filosofía del derecho (1959) (libro con varias ediciones).
- Ilustración y valoración (1952).
- Generaciones colombianas (1974).
- Antioquia, del hidalguismo al puritanismo (1981).
- Morfología de la nación colombiana (Tomo de la "Historia Extensa de Colombia" publicada por la Librería Lerner).
- Apología y decadencia del diálogo (ensayos) Colección “Rojo y negro” N.º 9. Medellín: Universidad Pontificia Bolivariana, 1963. Con reedición.
- Sociología de la Familia.

Libros en los cuales colaboró:
- Ortega y Gasset en Colombia.

Hay publicaciones suyas en revistas como Ximénez de Quesada de Bogotá, el Repertorio Histórico de la Academia de Historia de Antioquia, Revista de Indias.